# Municipio de Ellis (Míchigan)
El municipio de Ellis (en inglés: Ellis Township) es un municipio ubicado en el condado de Cheboygan en el estado estadounidense de Míchigan. En el año 2010 tenía una población de 596 habitantes y una densidad poblacional de 6,46 personas por km².

## Geografía
El municipio de Ellis se encuentra ubicado en las coordenadas 45°20′30″N 84°32′58″O / 45.34167, -84.54944. Según la Oficina del Censo de los Estados Unidos, el municipio tiene una superficie total de 92.29 km², de la cual 92,14 km² corresponden a tierra firme y (0,17 %) 0,16 km² es agua.

## Demografía
Según el censo de 2010, había 596 personas residiendo en el municipio de Ellis. La densidad de población era de 6,46 hab./km². De los 596 habitantes, el municipio de Ellis estaba compuesto por el 95,97 % blancos, el 1,85 % eran amerindios, el 0,17 % eran asiáticos y el 2,01 % eran de una mezcla de razas. Del total de la población el 0,5 % eran hispanos o latinos de cualquier raza.